# Mistrzostwa Świata w Lekkoatletyce 2022 – sztafeta mieszana 4 × 400 m
Sztafeta mieszana 4 × 400 metrów – jedna z konkurencji biegowych rozgrywanych podczas lekkoatletycznych mistrzostw świata na Hayward Field w Eugene.
Tytułu mistrzowskiego z 2019 nie obroniła reprezentacja Stanów Zjednoczonych.

## Terminarz
Źródło: worldathletics.org.
| Data     | Godzina |            |
| -------- | ------- | ---------- |
| 15 lipca | 11:45   | Eliminacje |
| 15 lipca | 19:50   | Finał      |

## Rekordy
Tabela prezentuje rekord świata, rekord mistrzostw świata, rekordy kontynentów oraz najlepszy wynik na listach światowych w sezonie 2022 przed rozpoczęciem mistrzostw.
|                            | Państwo                                                                                             | Wynik   | Miejsce    | Data                  |
| -------------------------- | --------------------------------------------------------------------------------------------------- | ------- | ---------- | --------------------- |
| Rekord świata              | Stany Zjednoczone · (Wil London, Allyson Felix, Courtney Okolo, Michael Cherry)                     | 3:09,34 | Doha       | 29 września 2019(dts) |
| Rekord mistrzostw świata   | Stany Zjednoczone · (Wil London, Allyson Felix, Courtney Okolo, Michael Cherry)                     | 3:09,34 | Doha       | 29 września 2019(dts) |
| Rekord Afryki              | Nigeria · (Ifeanyi Emmanuel Ojeli, Imaobong Nse Uko, Samson Oghenewegba Nathaniel, Patience George) | 3:13,60 | Tokio      | 30 lipca 2021(dts)    |
| Rekord Ameryki Południowej | Brazylia · (Pedro Luiz de Oliveira, Tiffani Marinho, Tábata Vitorino, Anderson Henriques)           | 3:15,89 | Tokio      | 30 lipca 2021(dts)    |
| Rekord Ameryki Północnej   | Stany Zjednoczone · (Wil London, Allyson Felix, Courtney Okolo, Michael Cherry)                     | 3:09,34 | Doha       | 29 września 2019(dts) |
| Rekord Australii i Oceanii | Australia · (Bendere Oboya, Anneliese Rubie-Renshaw, Tyler Gunn, Alexander Beck)                    | 3:17,00 | Gold Coast | 12 czerwca 2021(dts)  |
| Rekord Azji                | Bahrajn · (Musa Isah, Aminat Jamal, Salwa Eid Naser, Abbas Abu Bakr)                                | 3:11,82 | Doha       | 29 września 2019(dts) |
| Rekord Europy              | Polska · (Karol Zalewski, Natalia Kaczmarek, Justyna Święty-Ersetic, Kajetan Duszyński)             | 3:09,87 | Tokio      | 31 lipca 2021(dts)    |
| Listy światowe             | Nigeria                                                                                             | 3:15,58 | Benin      | 26 czerwca 2022(dts)  |

## Wyniki

### Eliminacje
Awans: 3 najlepsze sztafety z każdego biegu (Q) oraz 2 z najlepszymi czasami wśród przegranych (q).
Źródło: worldathletics.org.
| Pozycja | Bieg | Tor | Państwo           | Zawodnicy                                                                            | Czas    | Uwagi |
| ------- | ---- | --- | ----------------- | ------------------------------------------------------------------------------------ | ------- | ----- |
| 1.      | 1    | 4   | Stany Zjednoczone | Elija Godwin, Kennedy Simon, Vernon Norwood, Wadeline Jonathas                       | 3:11,75 | Q,    |
| 2.      | 1    | 7   | Holandia          | Liemarvin Bonevacia, Lieke Klaver, Tony van Diepen, Eveline Saalberg                 | 3:12,63 | Q,    |
| 3.      | 2    | 1   | Dominikana        | Lidio Andrés Feliz, Fiordaliza Cofil, Alexander Ogando, Marileidy Paulino            | 3:13,22 | Q,    |
| 4.      | 1    | 2   | Polska            | Kajetan Duszyński, Iga Baumgart-Witan, Karol Zalewski, Justyna Święty-Ersetic        | 3:13,70 | Q,    |
| 5.      | 2    | 4   | Irlandia          | Christopher O’Donnell, Sophie Becker, Jack Raftery, Rhasidat Adeleke                 | 3:13,88 | Q,    |
| 6.      | 1    | 5   | Włochy            | Lorenzo Benati, Ayomide Folorunso, Brayan Lopez, Alice Mangione                      | 3:13,89 | q,    |
| 7.      | 2    | 3   | Jamajka           | Demish Gaye, Roneisha McGregor, Karayme Bartley, Tiffany James                       | 3:13,95 | Q,    |
| 8.      | 1    | 3   | Nigeria           | Samson Nathaniel, Patience George, Dubem Amene, Imaobong Uko                         | 3:14,59 | q,    |
| 9.      | 1    | 8   | Wielka Brytania   | Joseph Brier, Zoey Clark, Alex Haydock-Wilson, Laviai Nielsen                        | 3:14,75 | SB    |
| 10.     | 1    | 1   | Belgia            | Alexander Doom, Camille Laus, Christian Iguacel, Helena Ponette                      | 3:16,01 | SB    |
| 11.     | 2    | 8   | Hiszpania         | Iñaki Cañal, Sara Gallego, Óscar Husillos, Eva Santidrián                            | 3:16,14 | SB    |
| 12.     | 2    | 2   | Niemcy            | Patrick Schneider, Corinna Schwab, Marvin Schlegel, Alica Schmidt                    | 3:16,80 | SB    |
| 13.     | 1    | 6   | Japonia           | Yuki Joseph Nakajima, Nanako Matsumoto, Ryuki Iwasaki, Mayu Kobayashi                | 3:17,31 | SB    |
| 14.     | 2    | 5   | Brazylia          | Douglas Hernandes Mendes, Tiffani Marinho, Vitor Hugo de Miranda, Tábata de Carvalho | 3:18,19 | SB    |
| 15.     | 2    | 6   | Bahamy            | Bradley Dormeus, Megan Moss, Alonzo Russell, Doneisha Anderson                       | 3:19,73 | SB    |
| 16 !    | 2    | 7   | Południowa Afryka |                                                                                      | DNS     |       |

### Finał
Źródło: worldathletics.org.
| Pozycja | Tor | Państwo           | Zawodnicy                                                                    | Czas    | Uwagi   |
| ------- | --- | ----------------- | ---------------------------------------------------------------------------- | ------- | ------- |
| 01 !    | 4   | Dominikana        | Lidio Andrés Feliz, Marileidy Paulino, Alexander Ogando, Fiordaliza Cofil    | 3:09,82 | WL · NR |
| 02 !    | 3   | Holandia          | Liemarvin Bonevacia, Lieke Klaver, Tony van Diepen, Femke Bol                | 3:09,90 | NR      |
| 03 !    | 6   | Stany Zjednoczone | Elija Godwin, Allyson Felix, Vernon Norwood, Kennedy Simon                   | 3:10,16 | SB      |
| 4.      | 8   | Polska            | Karol Zalewski, Justyna Święty-Ersetic, Kajetan Duszyński, Natalia Kaczmarek | 3:12,31 | SB      |
| 5.      | 7   | Jamajka           | Demish Gaye, Tiffany James, Karayme Bartley, Stacey-Ann Williams             | 3:12,71 | SB      |
| 6.      | 2   | Nigeria           | Samson Nathaniel, Imaobong Uko, Dubem Amene, Patience George                 | 3:16,21 |         |
| 7.      | 1   | Włochy            | Lorenzo Benati, Ayomide Folorunso, Brayan Lopez, Alice Mangione              | 3:16,45 |         |
| 8.      | 5   | Irlandia          | Christopher O’Donnell, Sophie Becker, Jack Raftery, Sharlene Mawdsley        | 3:16,86 |         |